# Lee Yong-rae
Dans ce nom coréen, le nom de famille, Lee, précède le nom personnel.
Lee Yong-rae (en coréen : 이용래), né le 17 avril 1986 à Daejeon en Corée du Sud, est un footballeur international sud-coréen, qui évolue au poste de milieu de terrain.

## Biographie

### Carrière en club
Avec le club des Suwon Bluewings, il dispute les demi-finales de la Ligue des champions d'Asie en 2011.

### Carrière internationale
Avec les moins de 17 ans, il participe à la Coupe du monde des moins de 17 ans en 2003 qui se déroule en Finlande. Lors du mondial junior, il joue trois matchs, inscrivant un but contre la Sierra Leone.
Lee Yong-rae fait ses débuts internationaux avec l'équipe A en 2010. Le 30 décembre 2010, il honore sa première sélection contre la Syrie en amical. La rencontre se solde par une victoire de 1-0 des Sud-Coréens. 
Le 24 décembre 2010, il fait partie de la liste des 23 joueurs sud-coréens sélectionnés pour disputer la coupe d'Asie au Qatar. Il dispute six rencontres lors de ce tournoi.

## Palmarès

### En club
- Avec le  Suwon Bluewings
  - Vainqueur de la Coupe de Corée du Sud en 2016

### En sélection
- Avec la  Corée du Sud
  - Troisième de la Coupe d'Asie en 2011

### Distinctions personnelles
- Nommé dans l'équipe type de la K League 2 en 2014

## Statistiques
| Saison                | Club                   | Championnat           | Championnat | Championnat | Coupe(s) nationale(s) | Coupe(s) nationale(s) | Compétition(s) continentale(s) | Compétition(s) continentale(s) | Compétition(s) continentale(s) | Corée du Sud | Corée du Sud | Total | Total |
| Saison                | Club                   | Division              | M.          | B.          | M.                    | B.                    | Comp.                          | M.                             | B.                             | M.           | B.           | M.    | B.    |
| 2009                  | Gyeongnam FC           | K League              | 26          | 6           | 6                     | 0                     | -                              | -                              | -                              | -            | -            | 32    | 6     |
| 2010                  | Gyeongnam FC           | K League              | 27          | 4           | 6                     | 0                     | -                              | -                              | -                              | 1            | 0            | 34    | 4     |
| Sous-total            | Sous-total             | Sous-total            | 53          | 10          | 12                    | 0                     | -                              | 0                              | 0                              | 1            | 0            | 66    | 10    |
| 2011                  | Suwon Bluewings        | K League              | 28          | 0           | 3                     | 1                     | LCA                            | 10                             | 0                              | 16           | 0            | 57    | 1     |
| 2012                  | Suwon Bluewings        | K League              | 25          | 2           | 3                     | 0                     | -                              | -                              | -                              | -            | -            | 28    | 2     |
| 2013                  | Suwon Bluewings        | K League              | 20          | 1           | 1                     | 0                     | LCA                            | 0                              | 0                              | -            | -            | 21    | 1     |
| 2016                  | Suwon Bluewings        | K League              | 13          | 0           | 1                     | 0                     | LCA                            | 1                              | 0                              | -            | -            | 15    | 0     |
| 2017                  | Suwon Bluewings        | K League              | 19          | 2           | 3                     | 0                     | LCA                            | 6                              | 0                              | -            | -            | 28    | 2     |
| Sous-total            | Sous-total             | Sous-total            | 105         | 5           | 11                    | 1                     | -                              | 17                             | 0                              | 16           | 0            | 149   | 6     |
| 2014                  | Ansan Police FC (prêt) | K League Challenge    | 33          | 3           | 0                     | 0                     | -                              | -                              | -                              | -            | -            | 33    | 3     |
| 2015                  | Ansan Police FC (prêt) | K League Challenge    | 14          | 1           | 1                     | 0                     | -                              | -                              | -                              | -            | -            | 15    | 1     |
| Sous-total            | Sous-total             | Sous-total            | 47          | 4           | 1                     | 0                     | -                              | 0                              | 0                              | 0            | 0            | 48    | 4     |
| 2018                  | Chiangrai United       | Thai League           | 25          | 0           | 0                     | 0                     | LCA                            | 2                              | 0                              | -            | -            | 27    | 0     |
| 2019                  | Chiangrai United       | Thai League           | 24          | 2           | 0                     | 0                     | LCA                            | 2                              | 1                              | -            | -            | 26    | 3     |
| 2020                  | Chiangrai United       | Thai League           | 10          | 0           | 0                     | 0                     | LCA                            | 2                              | 0                              | -            | -            | 12    | 0     |
| Sous-total            | Sous-total             | Sous-total            | 59          | 2           | 0                     | 0                     | -                              | 6                              | 1                              | 0            | 0            | 65    | 3     |
| Total sur la carrière | Total sur la carrière  | Total sur la carrière | 264         | 19          | 24                    | 1                     | -                              | 19                             | 0                              | 23           | 1            | 330   | 21    |